# Lestes sternalis
Lestes sternalis là loài chuồn chuồn trong họ Lestidae. Loài này được Navás mô tả khoa học đầu tiên năm 1930.